# Irina Pantajewa
Irina Pantajewa (ros. Ирина Пантаева, ur. 31 października 1967, w Ułan Ude na Syberii) − rosyjsko-amerykańska modelka pochodzenia buriackiego.
Irina zaczęła pracę modelki w 1988 roku w rodzinnym Ułan Ude dla lokalnych projektantów mody. Wkrótce zaprzyjaźniła się z projektantką Larisą Dagdanovą i została jej czołową modelką. Kilka miesięcy później wzięła udział w kilku pokazach mody kolekcji Larisy w Chinach. Jeszcze w tym samym roku została laureatką lokalnego konkursu piękności w Ułan Ude. W 1989 roku została dostrzeżona przez łowcę talentów z jeden z międzynarodowych agencji modelek, kiedy z rodzinnego miasta przyjechała do Moskwy, by wziąć udział w castingu do filmu „Vozvraščenie Xodži Nasreddina”. Następnie dołączyła do awangardowej grupy teatralnej. Od 1990 roku zaczęła brać udział w lokalnych moskiewskich pokazach mody. W 1991 wzięła udział w pierwszym renomowanym pokazie mody w swoim życiu, moskiewskim pokazie Pierre’a Cardina. W 1992 roku Irina przyjechała do Paryża. Początki w Paryżu były bardzo trudne dla Iriny, ponieważ panowała wówczas moda na dziewczyny w stylu grudge, a Irina miała zbyt orientalną urodę. Po wielkich trudach udało jej się podpisać kontrakt z Chanel, dzięki czemu wzięła udział w serii pokazów mody podczas tournée w Japonii. Po powrocie z Japonii podpisała kontrakt z paryską agencją modelek „The Marilyn Agency” oraz wzięła udział w kilku pokazach mody w Mediolanie. Wkrótce zwróciła na siebie uwagę najbardziej wpływowych ludzi w branży mody, w tym samego Karla Lagerfelda. W 1994 roku udało jej się dotrzeć do Nowego Jorku, gdzie podpisała kontrakt z agencją „Ford”. Od tego czasu coraz częściej zaczęła pojawiać się na wybiegach u najlepszych projektantów i domów mody (Christian Dior, Versace, Alexander McQueen, Givenchy, Krizia, Thierry Mugler, Issey Miyake, John Galliano, Yves Saint Laurent, Chloé, Kenzo) oraz na okładkach najbardziej prestiżowych magazynów mody: Vogue, Harper’s Bazaar, Elle. W drugiej połowie lat 90. była jedną z ulubionych modelek brytyjskiej projektantki mody Vivienne Westwood.
Zagrała w filmach takich jak Trzecia planeta od Słońca (Gabriella w dwóch odcinach w 1998), Celebrity, Naoczny świadek, oraz Zoolander.
Największą popularność w środowisku aktorskim przyniosła jej rola Jade w sequelu Mortal Kombat 2: Unicestwienie.
W 1998 roku wydała autobiografię pt. „Syberyjski sen”.
Jej mężem był łotewski fotograf Roland Levin.